# Santa Eulalia (Cabranes)
Santa Eulalia (Santolaya oficialmente y en asturiano) es una parroquia del concejo de Cabranes, en el Principado de Asturias. Es la capital del concejo de Cabranes. Según el último censo cuenta con una población de 336 habitantes que se reparten en una extensión territorial de 5,85 km².

## Transporte
La aldea cuenta con paradas de autobes de ALSA . También cuenta con acceso a la carretera comarcal AS-255 (Villaviciosa - Piloña) que permite llegar hasta Villaviciosa donde se enlaza con la A-8 (Autovía del Cantábrico) que permite dirigirsea cualquier punto del norte peninsular y de ahí al resto de España y Europa.
En lo relacionado al transporte aéreo la aldea se encuentra situada a unos 55 kilómetros del Aeropuerto de Asturias que es el que da cobertura a todo el Principado.

## Festivales
Como la parroquia está dentro de Cabranes que es un concejo inmerso en la Comarca de la sidra tienen gran importancia los festivales relacionados con esta bebida así como todos aquellos festivales gastronómicos en los que se degustan productos autóctonos destacando sobre los demás el Festival del Arroz con Leche que se celebra en el mes de mayo.

## Subdivisiones de la parroquia
- Arriondu 31 habitantes.
- Bospolín 30 habitantes.
- Carabañu 28 habitantes.
- Güerdies 18 habitantes.
- Madiéu 34 habitantes
- Mases 7 habitantes.

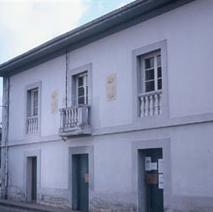
El Ayuntamiento de Cabranes se encuentra localizado en la parroquia.

- Santa Eulalia (Santolaya en asturiano) 174 habitantes.
- Villanueva 14 habitantes.

Fuente INE

## Lugares de interés
- Fortaleza de la Corona de Castro en Mases.
- Hórreos tradicionales del siglo XVI.
- Ermita de la Magdalena en Villanueva.

## Lugareños ilustres
- José María Montoto López Vigil: (1818-1886) jurisconsulto, abogado y escritor.
- José Antonio Mases: (1929-) escritor.
- Enrique García Rodríguez (1980-): ciclista

- Datos: Q850308
- Multimedia: Santolaya, Cabranes / Q850308